# دریا (فیلم ۲۰۰۰)
دریا (اسپانیایی: El mar‎) فیلمی اسپانیایی است که در سال ۲۰۰۰ منتشر شد.